# Язеп Мединьш
Язеп (Язепс) Мединьш (латис. Jāzeps Mediņš; 13 лютого 1877, Каунас — 12 червня 1947, Рига) — латвійський композитор і диригент, заслужений діяч мистецтв Латвійської РСР (1945).

## Біографія
Батько — Юріс Мединьш — був військовим музикантом в російській армії, грав на кларнеті.
У 1896 році Язеп закінчив Ризький музичний інститут Еміля Зігерта за спеціальностями скрипка, віолончель та фортеп'яно. З цього часу викладав в Ризькому музичному інституті, був його директором (1901—1914). Працював в різних оркестрах Риги, диригент Ризького латиського театру (1906—1911), російської пересувний оперної трупи (1915), оперного театру в Баку (1916—1922), концертмейстер і диригент Латвійської Національної опери в Ризі (1922—1925). У 1945—1947 роках викладав в Латвійській консерваторії, з 1946 року — професор.

## Творчість
Написав 2 опери («Жриця» — 1927, поставлена в Латиській опері; «Земдегі» — 1947, завершена М. Заріним), 3 симфонії (1922, 1937, 1941), симфонічну поему «Латиська земля» (1935), симфонічні сюїти, концерт для скрипки з оркестром (1911), кілька хорів та ін.
Послідовник пізньоромантичного напрямку.

## Родина
Старші брати Екаб і Яніс, а також сестра Марія — композитори.

## Пам'ять
- Ім'я Язепа Мединьша присвоєно музичній школі при Латвійської консерваторії.